# Gynoplistia (Gynoplistia) hirsuticauda
Gynoplistia (Gynoplistia) hirsuticauda is een tweevleugelige uit de familie steltmuggen (Limoniidae). De soort komt voor in het Australaziatisch gebied.